# Edelstahlkette
Als  Edelstahlketten bezeichnet  man in der Umgangssprache nichtrostende oder zumindest sehr korrosionsbeständige  Ketten. Dabei ist die Definition von Edelstahl in der EN 10020 festgelegt. Sogenannte Edelstahlketten können in den Bereichen: Schmuck-, Antriebs/Rollen- und Rundstahl/Rundgliederketten gefunden werden. Dabei kann der Bereich Rundstahlketten in folgende Gruppen aufgeteilt werden:
- ungeschweißte oder geschweißte Edelstahlketten
- Ankerketten
- Anschlagketten zum Heben von Lasten
- Hebezeugketten
- Förderketten
- Meterketten
- Pumpenketten

Angesichts der ständig steigenden Anforderungen an die  Korrosionsbeständigkeit in den Bereichen:
- Wasser/Abwassertechnik
- Hygiene
- Lebensmittelmaschinen
- Schlachtereibedarf
- Kraftwerkstechnik
- Umwelttechnik
- Militärtechnik

finden Rundstahlketten in „Edelstahl“ immer größere Anwendungsvielfalt. Die Auswahl der Stahlgüten und deren Verarbeitung erfordert  einen intensiven Informationsaustausch zwischen Herstellern und Anwendern von Edelstahlketten. Edelstahlketten werden aus verschiedenen Werkstoffen und in unterschiedlichen Güteklassen angeboten. Dies gilt vor allem im Bereich des Hebens von Lasten bei den sog. Anschlagketten und Pumpenketten. Derzeit werden Edelstahlketten in den Güteklassen 2, 3, 4 und 5 hergestellt.
Ein wesentlicher Nachteil bei der Verwendung hochlegierter Stähle (Edelstahl) für Ketten ist die erhebliche Minderung der rheologischen Eigenschaften, verglichen mit herkömmlichen Kohlenstoffstählen. Hier muss von einer bis zu 70 % reduzierten Belastbarkeit der Ketten ausgegangen werden. Alternativ kommen chemische und galvanische Beschichtungsverfahren zum Einsatz, um diesen Nachteil bei gleichzeitigem Korrosionsschutz zu vermeiden.